# Demokratie Direkt
Demokratie Direkt (Eigenschreibweise Demokratie DIREKT!, Kurzform DIE DIREKTE!) ist eine am 8. Dezember 2018 gegründete deutsche Kleinpartei. Sie nahm am 26. Mai 2019 in Deutschland an der Europawahl 2019 teil und erhielt dort 0,1 % der Stimmen (25.530 Stimmen). Sie nahm außerdem an der Landtagswahl in Thüringen 2019 teil und erhielt 0,2 % der abgegebenen Stimmen. 
Basis für die Parteigründung war eine studentische Initiative.

## Inhaltliches Profil
Die Partei will sich für mehr Mitbestimmung einsetzen. Laut Grundsatzprogramm möchte sich die Partei für Transparenz, unmittelbare politische Teilhabe, Stärkung von Initiativen aus der Bevölkerung, direkte Demokratie und für die Förderung junger Menschen politisch zu partizipieren einsetzen.

### Demokratisches Konzept
Die Partei gibt an, dass ihr demokratisches Konzept wichtiger sei als ihr Programm: Alle Entscheidungen, die in einem Parlament getroffen werden, in dem die Partei mit Abgeordneten vertreten wäre, sollen in das Online-Forum der Partei geladen und für alle Menschen transparent gemacht werden. Alle Bürger sollen sich dann in diesem Forum registrieren können, mitdiskutieren und darüber entscheiden, wie sich die Abgeordneten der Partei im Parlament verhalten und abstimmen sollen. Alle Bürger sollen eigene Initiativen in das Forum laden können. Diese Initiativen können von allen gelikt werden. Die Initiativen, die die höchste Zustimmung erhalten, sollen von den Abgeordneten ins Parlament gebracht werden. Um die Partizipation junger Menschen zu stärken, soll es möglich sein, ab 12 Jahren an dem Forum teilzunehmen. Die Partei will ihre Wahlkämpfe möglichst nicht personalisiert führen, um sich auf Inhalte zu fokussieren.

## Ausführung
Die Partei war durch den Beitritt des ehemaligen AfD-Mitglieds Siegfried Gentele ab Juli 2019 bis zum Ende der Legislaturperiode im Thüringer Landtag vertreten. Seit dem 25. September 2019 können Bürger sich auf der Seite der Partei registrieren und über das Abstimmungsverhalten des fraktionslosen Gentele abstimmen.
Er ist somit der erste deutsche Abgeordnete, der entsprechend der direkten Weisung von Wahlberechtigten über Sachthemen abstimmt. Die Partei selbst bezeichnet sich als „politisch neutral“ im engsten Sinne. 
Das Konzept ähnelt dem „Abgeordneten als Proxy“ der Piratenpartei, welches diese jedoch nicht umgesetzt haben.

### Einziges Wahlversprechen
Sobald die Direkte in weiteren Parlamenten sitzt, dürfen alle, die einen Personalausweis besitzen, über eine App direkt abstimmen, wie die Abgeordneten votieren sollen.

## Struktur
Die Partei hat einen Bundesverband und Landesverbände in mehreren Bundesländern. 